# Reggio Emilia (stacja kolejowa)
Reggio Emilia (włoski: Stazione di Reggio Emilia) – stacja kolejowa w Reggio nell’Emilia, w regionie Emilia-Romania, we Włoszech. Znajdują się tu 3 perony. Jest częścią projektu Centostazioni.
Oryginalny budynek dworca został zastąpiony w połowie lat trzydziestych XX w przez nowy, zaprojektowany przez architekta Angiolo Mazzoni.
Nowey budynek, po kilku latach, został zniszczony w wyniku bombardowania w II wojnie światowej i zastąpiony przez obecny, zaprojektowany przez architekta Roberto Narducci.
Z usług stacji rocznie korzysta około 4 mln pasażerów.